# Welland (rzeka w Anglii)

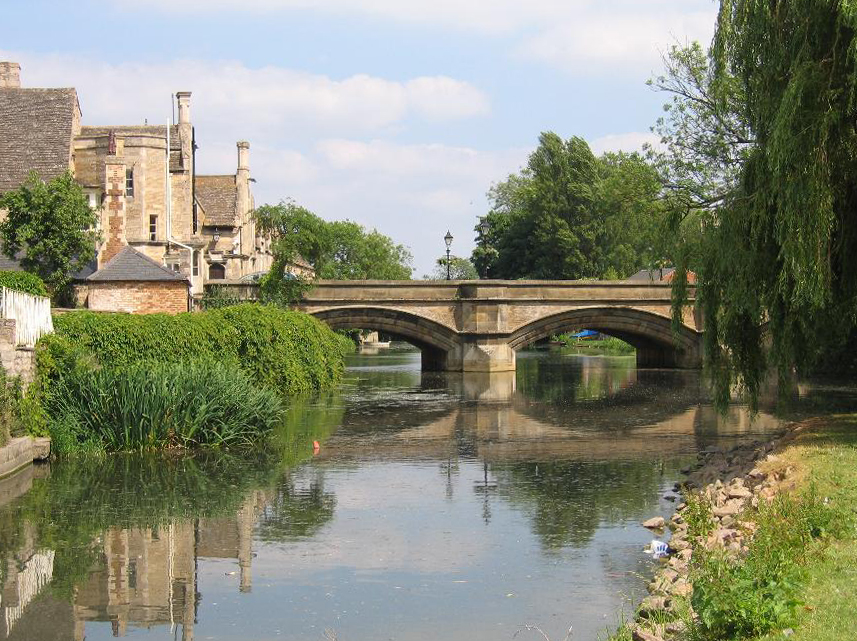
Rzeka Welland w Stamford

Welland – rzeka we wschodniej Anglii. Uchodzi do estuarium The Wash na Morzu Północnym. Rzeka ma 56 km długości.
Ma źródła w Leicestershire, skąd płynie na wschód przez Ketton, Stamford, The Deepings, Crowland, Cowbit oraz Spalding. Jedna z głównych dróg wodnych depresji The Fens.